# Klára Vlasáková
Klára Vlasáková (* 4. února 1990 České Budějovice) je česká spisovatelka, scenáristka, dramatička, dramaturgyně a publicistka.

## Život
Vystudovala Gymnázium Jírovcova v Českých Budějovicích. Posléze absolvovala žurnalistiku a gender studies na Univerzitě Karlově a scenáristiku a dramaturgii na FAMU.
V současné době žije v Praze. Pracuje jako dramaturgyně v České televizi, pravidelně přispívá do pořadu Názory a argumenty na Českém rozhlase Plus, kde se věnuje především sociálním a genderovým tématům. Pro Český rozhlas také píše hry či dramatizuje četbu. Přispívá rovněž do internetového deníku A2larm, na Seznam Zprávy, na web Heroine či do Salonu Práva.

## Prozaické dílo
Jejím knižním debutem je román Praskliny (2020), zařaditelný na pomezí žánrů sci-fi a dystopie; děj románu se točí okolo záhadného kulovitého útvaru, který se snese na Zemi. Koule působí pasivně, ničemu nepřispívá. Lidé v ní však vidí možnost změny společenských poměrů. Román tak působí jako kritika konzumní kapitalistické společnosti; reflektuje i důsledky neřešené klimatické krize. Praskliny byly v roce 2021 nominovány na Cenu Jiřího Ortena.
Jejím druhým publikovaným románem je kniha Těla (2023), která v sobě nese témata mateřství, emancipace nebo schopnosti uchopit realitu psaným slovem. Těla se v prosinci 2023 stala v anketě Deníku N knihou roku podle čtenářů i odborné poroty.
Přispěla do souborů povídek Divočina (2019) či Budoucnost (2020). Je rovněž autorkou scénáře ke komiksu Spiritistky (2020), o jehož výtvarné zpracování se postarala Juliána Chomová; její povídky Motýl včela mravenec kobylka pavouk (2024), Kočka (2023), Hnízdo (2022), Zlatá svatba (2021) a Říznutí (2020) se objevily na České rozhlase Dvojka a na Vltavě.

### Knižní bibliografie
- Praskliny, 2020
- Těla, 2023

## Scenáristické dílo
Podle jejího scénáře vznikl česko-maďarsko-italsko-slovenský snímek Běžná selhání (2022). Ten byl uvedený na mezinárodním filmovém festivalu v Benátkách. Scénář získal roku 2018 ocenění Filmové nadace Hvězda zítřka, v roce 2023 byl nominovaný na Ceny české filmové kritiky v kategorii Nejlepší scénář a autorka za něj také obdržela cenu pro nejlepší scénář na kanadském Festival du Film Auteur de Val-Morin.
Je rovněž autorkou scénáře k úspěšnému seriálu České televize pro děti Elin supertajný deník (2024).

## Rozhlasové dílo
Napsala hrané podcasty Rituál (2022) a Neklid (2021) pro Radio Wave; Neklid zvítězil v roce 2022 na mezinárodním festivalu rozhlasové tvorby Prix Bohemia Radio v kategorii Podcast a získal třetí místo na festivalu Grand Prix Nova. Dále napsala pro Český rozhlas hry Lotka a strom duchů (2024), Moje sestra Toyen (2022), Mlhovina (2020), Nejpříšernější dítě (2018) a Valentýnův první den na Zemi (2017), který získal na Prix Bohemia Radio Cenu studentské poroty. Napsala pro rozhlas také cykly Záškodníci z vesmíru (2021), Fantastický zverimex (2021), Po tom, co Aneta zmizela (2019), Nejlepší šachistka na světě (2017), O Vítkovi a dívce s modrými vlasy (2017).

## Divadelní dílo
Pro divadlo Letí napsala původní divadelní hru Lhářky. Inscenace v režii Natálie Deákové měla premiéru ve VILA Štvanice 30. listopadu 2024. V hlavních rolích se představily Natália Drabiščáková, Pavla Tomicová a Simona Lewandowská. Lhářky, vyprávějící o dvou stárnoucích ženách s odlišným ideologickým zázemím, získaly Cenu divadelní kritiky za rok 2024 v kategorii Poprvé uvedená česká hra roku.